# Charles A. Stevens

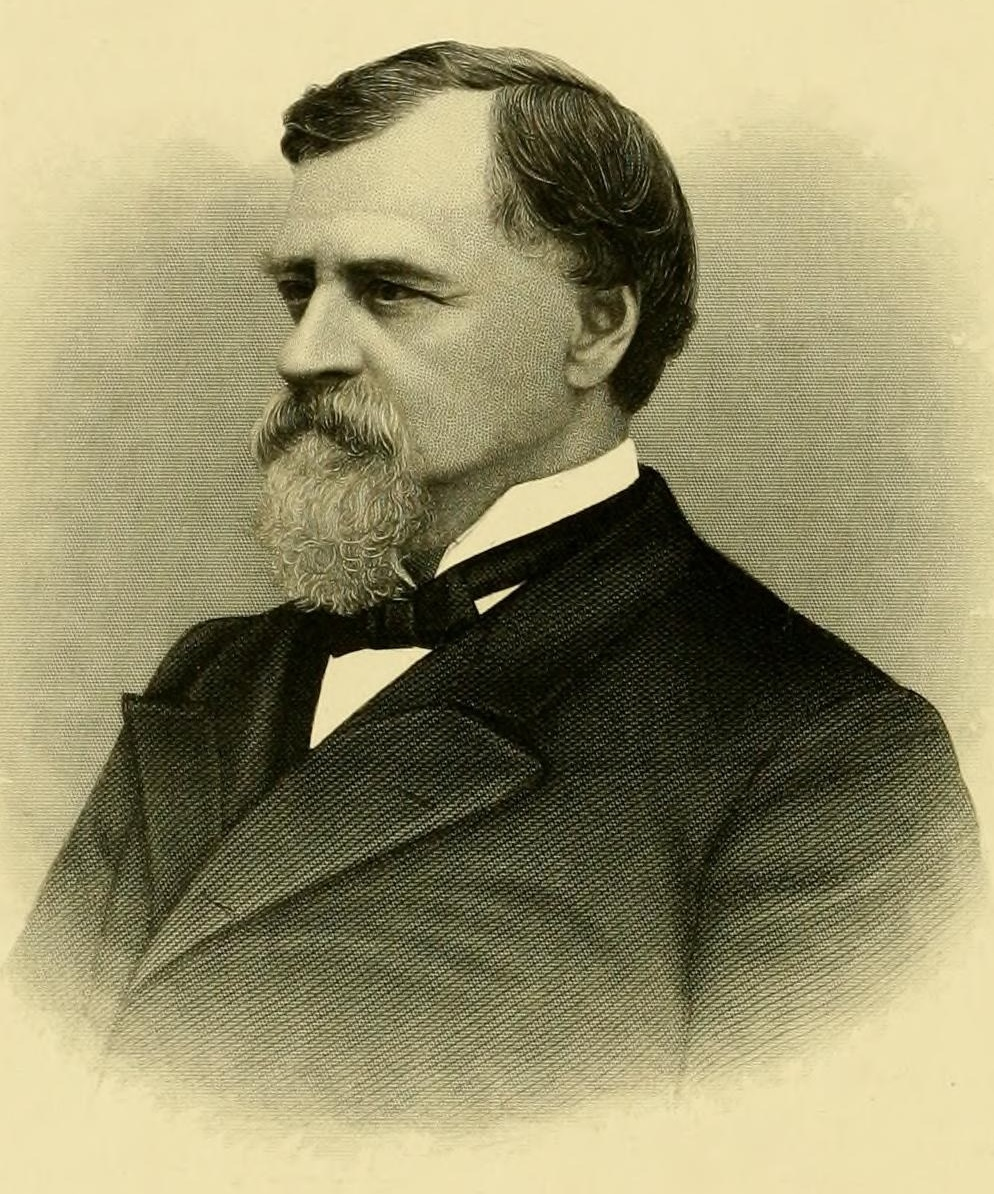
Charles A. Stevens

Charles Abbott Stevens (* 9. August 1816 in North Andover, Essex County, Massachusetts; † 7. April 1892 in New York City) war ein US-amerikanischer Politiker. Im Jahr 1875 vertrat er den Bundesstaat Massachusetts für 28 Tage im US-Repräsentantenhaus.

## Werdegang
Charles Stevens war der ältere Bruder des Kongressabgeordneten Moses T. Stevens (1825–1907) und ein Cousin von Isaac Ingalls Stevens (1818–1862), der Kongressdelegierter und erster Gouverneur des Washington-Territoriums war. Er besuchte die Franklin Academy und wurde danach ab 1841 in Ware in der Kleiderherstellung tätig. Im Jahr 1853 wurde er Abgeordneter im Repräsentantenhaus von Massachusetts. Stevens wurde Mitglied der 1854 gegründeten Republikanischen Partei. In den Jahren 1860 und 1868 nahm er als Delegierter an den jeweiligen Republican National Conventions teil, auf denen Abraham Lincoln und später Ulysses S. Grant als Präsidentschaftskandidaten nominiert wurden. Zwischen 1867 und 1870 gehörte er auch dem Beraterstab des Gouverneurs an. Im Jahr 1874 kandidierte er noch erfolglos für das US-Repräsentantenhaus.
Nach dem Tod des Abgeordneten Alvah Crocker wurde Stevens dann aber bei der fälligen Nachwahl für den zehnten Sitz von Massachusetts als dessen Nachfolger in das US-Repräsentantenhaus in Washington, D.C. gewählt, wo er am 27. Januar 1875 sein neues Mandat antrat. Bis zum 3. März 1875 konnte er die laufende Legislaturperioden im Kongress beenden. Nach dem Ende seiner Zeit im US-Repräsentantenhaus nahm Stevens seine frühere Tätigkeit in der Kleiderindustrie wieder auf. Er starb am 7. April 1892 in New York und wurde in Ware beigesetzt.